# Concentração mental

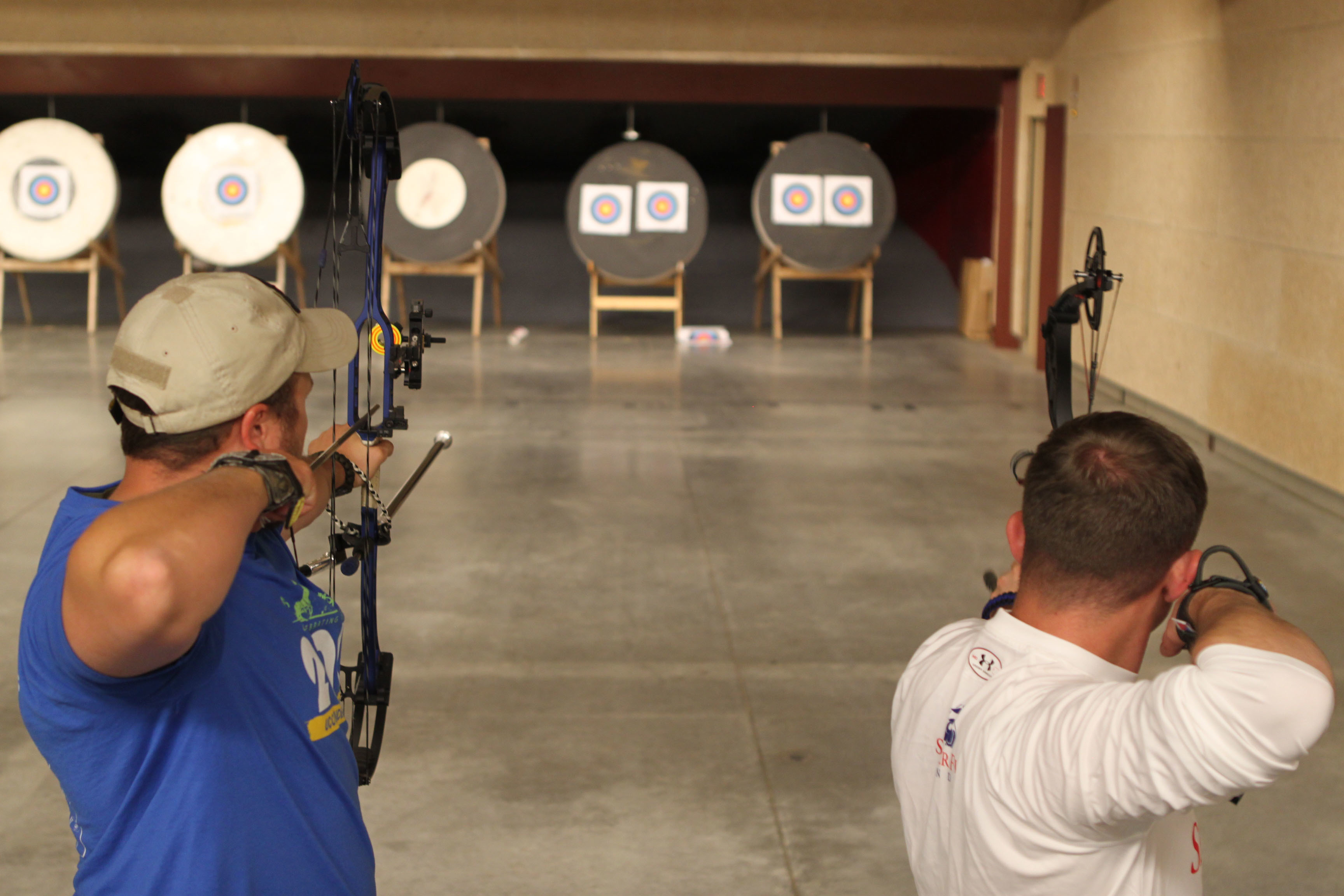
O tiro com arco é um exemplo de esporte que treina a concentração mental.

A concentração mental é um processo psíquico que consiste em centrar voluntariamente toda a atenção da mente sobre um objetivo, objeto ou atividade que se está fazendo no momento, deixando de lado todos os fatos ou objetos que possam ser capazes de interferir na atenção.

## Nos estudos
A concentração é especialmente importante para o processo de ensino. Por esta razão, se tenta por todos os meios aumentar esta capacidade, que é essencial para a aquisição de novos conhecimentos. Sobre este ponto, a psicologia da educação fez importantes observações e contribuições.

## Nos esportes
A concentração mental é usada em quase todos os esportes individuais (ginástica, tênis, xadrez etc.), uma vez que ajuda o executor a focar sua atenção nas ações que estão sendo desenvolvidas. 

## Nas religiões
No budismo, a Concentração Correta (Samma Samadhi, em páli) é um dos Oito Elos do Nobre Caminho Óctuplo, sendo o seu desenvolvimento uma parte fundamental do treinamento mental do monge ou mesmo de praticantes leigos. No Budismo Teravada, é ensinado que a Concentração Correta é sinônimo de jhana e de acordo com o Buda, a maestria na concentração é chave para a iluminação. De acordo com o cânone budista, o próprio Buda os praticou na noite da sua iluminação. Os jhanas lhe proporcionaram uma “mente concentrada, purificada, luminosa, pura, imaculada, livre de defeitos, flexível, maleável, estável, atingindo a imperturbabilidade” – a mente que, de acordo com a doutrina budista, é capaz de penetrar a verdadeira natureza da realidade. Jhana em pali é o mesmo que Dhyana em sânscrito, Cha’n em chinês e Zen em japonês. Todas essas palavras se referem à mesma absorção meditativa descrita pelo Buda.
No hinduísmo, diversas tradições iogues têm a concentração mental, desenvolvida por meio da meditação, como elemento essencial do progresso espiritual.

## Obstáculos
A concentração pode ser prejudicada ou mesmo completamente bloqueada por transtornos mentais ou comportamentos de vários tipos.
- A síndrome que mais bloqueia a capacidade de concentração é o transtorno do déficit de atenção com hiperatividade.
- A doença que mais afeta a capacidade de atenção de uma pessoa é a drogadição, especialmente com o consumo de drogas com capacidade de relaxamento muscular, como a Cannabis sativa. [carece de fontes?]
- A conduta que mais afeta a atenção de um sujeito é a motivação.
- O fator sentimental (humor) afeta a atenção sobre as atividades, como no caso da depressão, por exemplo.

## Desenvolvimento da concentração
Além de esportes, outras práticas, tais como a meditação (por exemplo, a meditação zen) e a ioga têm provado ser meios eficazes para melhorar o foco mental. Além disso, elas estimulam a produção de ondas alfas, tetas e deltas no cérebro, que estão associadas com o relaxamento, calma, criatividade, aumento de memória e resolução de problemas.